# Xã Claibourne, Quận Union, Ohio
Xã Claibourne (tiếng Anh: Claibourne Township) là một xã thuộc quận Union, tiểu bang Ohio, Hoa Kỳ. Năm 2010, dân số của xã này là 3.519 người.